# Championnats d'Afrique de pétanque
Les championnats d'Afrique de pétanque sont une compétition de pétanque organisée par la Confédération africaine des sports boules (CASB).
La compétition est qualificative pour les Championnats du monde de pétanque,.

## Historique

### Hommes

#### Édition 2019 à Lomé
Lomé  accueille la septième édition de la compétition en juin 2021. La Tunisie (Majdi Hammami, Sofiène Ben Brahim, Ali Nouachi et Mohamed Hédi Marzouk) est sacrée championne d'Afrique, battant en finale le Togo (13-9).

#### Édition 2021 à Ouagadougou
Ouagadougou accueille la huitième édition de la compétition du 5 au 7 novembre 2021, ; 17 équipes africaines (Algérie, Bénin, Burkina Faso, Cameroun, Comores, Côte d'Ivoire, Djibouti Guinée, Madagascar, Mali, Maroc, Mauritanie, Niger, Sénégal, Tchad, Togo et Tunisie) sont engagées dans ce tournoi qui se conclut sur la victoire du Maroc (Khaled Bennar, Omar Al-Saghir, Youssef Al-Saghir et Hamza Kharbouch) en finale face au Burkina Faso, l'Algérie terminant à la troisième place. En tir de précision, le Niger s'impose en finale devant le Maroc.

### Femmes

#### Édition 2019 en Tunisie
Le championnat d'Afrique féminin de pétanque 2019 se déroule en mars 2019 en Tunisie. Il s'agit de la première édition d'un championnat africain féminin.
En triplettes, la Tunisie (avec Mouna Béji, Ahlem Hadj Sassi, Ahlem Hadj Hassen et Asma Belli) s'impose en finale face à Madagascar sur le score de 13 à 2.
En tir de précision, la Malgache Hasina Malalaharison est sacrée championne d'Afrique en battant en finale une Tunisienne sur le score de 45 à 43. Mouna Béji remporte la médaille de bronze.

## Liste des championnats

### Hommes
| Édition | Année | Lieu        | Pays         | Dates                  |
| ------- | ----- | ----------- | ------------ | ---------------------- |
| 1       | 2007, | Cotonou     | Bénin        | 1er au 3 juin 2007     |
| 2       | 2009, | El Menzah   | Tunisie      | 19 au 22 novembre 2009 |
| 3       | 2011, | Yaoundé     | Cameroun     | 1 au 5 juin 2011       |
| 4       | 2013, | Casablanca  | Maroc        | 7 au 9 juin 2013       |
| 5       | 2015, | Ndjamena    | Tchad        | 11 au 14 juin 2015     |
| 6       | 2017, | Tunis       | Tunisie      | 6 au 9 septembre 2017  |
| 7       | 2019, | Lomé        | Togo         | 13 au 16 juin 2019     |
| 8       | 2021  | Ouagadougou | Burkina Faso | 5 au 7 novembre 2021   |
| 9       | 2024  | Marrakech   | Maroc        | 6 au 9 juin 2024       |

### Femmes
| Édition | Année | Lieu      | Pays    | Dates              |
| ------- | ----- | --------- | ------- | ------------------ |
| 1       | 2019, | Tunis     | Tunisie | 24 au 28 Mars 2019 |
| 2       | 2024  | Marrakech | Maroc   | 6 au 9 juin 2024   |